# 선떠이
선떠이(山西 베트남어: Sơn Tây, 듣기 (도움말·정보))는 베트남 하노이의 티싸(시사)이다. 면적은 113,5km2이다. 옛 선떠이 성의 성도이기도 했다. 하떠이 성일 때는 시의 지위를 가지고 있었지만, 하떠이 성이 하노이로 흡수되면서 시사로 강등되었다.

## 역사
이전에 존재했던 선떠이성의 성도였다. 1965년 하떠이성과 흡수합병되어 하동이 성도가 되고, 선떠이는 성직할시인 타인포(thành phố, 城舗)의 하나가 되었다. 2008년 8월 1일 하떠이성이 하노이시에 흡수되면서 선떠이는 타인포에서 시사(市社)로 격하되었다. 중앙직할시가 관할하는 제2급 행정구에서는 유일한 시사(市社)이다. 선떠이는 수천 년의 역사를 가진 마을이 있는 것으로 유명하다.

## 행정구역
선떠이에는 9개의 프엉(坊)이 있고, 6개의 사(社)를 관할한다.

### 프엉
- 레로이 프엉 (Lê Lợi / 黎利)
- 꽝쩡 프엉 (Quang Trung / 光中)
- 푸틴 프엉 (Phú Thịnh / 富盛)
- 응오꾸옌 프엉 (Ngô Quyền / 吳權)
- 썬록 프엉 (Sơn Lộc / 山祿)
- 쑤언카인 프엉 (Xuân Khanh / 春卿)
- 쩡헝 프엉 (Trung Hưng / 中興)
- 비엔썬 프엉 (Viên Sơn / 圓山)
- 쭝썬쩜 프엉 (Trung Sơn Trầm / 中山沈)

### 싸
- 드엉럼 싸 (Đường Lâm / 唐林)
- 타인미 싸 (Thanh Mỹ /靑美)
- 쑤언썬 싸 (Xuân Sơn / 春山)
- 낌썬 싸 (Kim Sơn / 金山)
- 썬동 싸 (Sơn Đông / 山東)
- 꼬동 싸 (Cổ Đông / 古東)